# Philornis sanguinis
Philornis sanguinis är en tvåvingeart som beskrevs av Carroll William Dodge och Aitken 1968. Philornis sanguinis ingår i släktet Philornis och familjen husflugor. Inga underarter finns listade i Catalogue of Life.